# Batalha de Saba (2011)
Batalha de Saba foi uma batalha entre as forças leais ao líder líbio Muammar Gaddafi e as forças rebeldes anti-Gaddafi pelo controle da cidade de Sabha durante a Guerra Civil Líbia de 2011.

## Antecedentes
Saba está localizada em um oásis no deserto da Líbia e abriga uma importante base militar. Grande parte de sua população são migrantes do Chade, Níger e Sudão. Esses migrantes foram trazido para a Líbia por Gaddafi na década de 1980 e receberam empregos e estipêndios do regime para garantir seu apoio. Além disso, a cidade abriga um grande número de membros da tribo Qadhadfa, à qual Gaddafi pertence. Como resultado, a cidade era considerada como um reduto pró-Gaddafi quando os protestos contra o regime, que começaram em toda a Líbia em fevereiro de 2011, se transformaram em guerra civil.  No entanto, à medida que o conflito avançava, muitos dos migrantes partiram para o norte para lutar contra os rebeldes, esgotando a maior base de apoio de Gaddafi na cidade. Aqueles que permaneceram eram em sua maioria jovens armados e membros da tribo Awlad Suleiman. A tribo Awlad Suleiman tem um forte ressentimento contra o regime. Pouco depois de Gaddafi tomar o poder, membros da tribo foram acusados de conspirar para derrubá-lo. Muitos  foram executados e presos como resultado.
No início do conflito, houve uma insurreição local na cidade. As tropas de Gaddafi esmagaram essa revolta, resultando em uma paz temporária durante a qual muitos gaddafistas fugiram para a cidade após os enormes ganhos dos rebeldes do final de agosto, transformando a cidade em um baluarte.

## Preparativos para a batalha
No final de agosto, houve relatos de confrontos em Saba. Os partidários de Gaddafi mantiveram o controle da cidade. Os gaddafistas foram reforçados por tropas de outras partes do país, enquanto os rebeldes defrontavam-se com pouca munição e outros suprimentos.
As forças anti-Gaddafi continuaram a se aproximar da cidade no início de setembro, com um porta-voz declarando que estavam lutando em Saba com "equipamento que não possuíam". As forças britânicas reivindicaram ter realizado uma série de ataques aéreos contra alvos pró-Gaddafi no interior e ao redor de Saba, destruindo dois carros blindados e seis tanques, entre outras coisas.

## Incursão rebelde na cidade
Em 19 de setembro, o porta-voz do Ministério da Defesa do Conselho Nacional de Transição, coronel Ahmed Bani, anunciou em uma coletiva de imprensa que os combatentes rebeldes conseguiram capturar o aeroporto e o forte de Saba. Não houve verificação independente imediata de suas reivindicações.
Em 20 de setembro, as forças rebeldes entraram na cidade de Saba, tomando o centro da cidade com pouca resistência. Um repórter da CNN acompanhou os rebeldes, confirmando os relatos. Um porta-voz militar do Conselho Nacional de Transição em Bengazi declarou que o aeroporto de Saba estava sob o controle dos combatentes anti-Gaddafi, mas os combates continuavam em alguns bairros da cidade propriamente dita, particularmente no distrito de al-Manshiya.
Embora Saba tenha sido considerada por muitos como um reduto pró-Gaddafi, o repórter da CNN  Ben Wedeman relatou que as tropas rebeldes foram saudadas com aplausos de grande parte da população local quando entraram na cidade e que muitos moradores com quem ele falou afirmaram ter apoiado a revolução contra Gaddafi desde o início, mas foram incapazes de demonstrar devido à forte presença lealista na cidade.
Em 21 de setembro, o Conselho Nacional de Transição anunciou que quase toda a cidade de Sabha estava sob seu controle, com deserções generalizadas de elementos pró-Gaddafi ajudando a encerrar a batalha, e que as forças rebeldes estavam encontrando apenas resistência esporádica de poucos indivíduos. Os lealistas ainda resistiam no distrito de Al Manshiya.
Em 22 de setembro, as forças da oposição repeliram os últimos bolsões de resistência da cidade. Jornalistas presentes no local afirmaram que somente alguns atiradores renegados permaneceram.

## Resultado
Em 22 de setembro, as forças do Conselho Nacional de Transição descobriram  perto de Saba dois armazéns contendo milhares de barris azuis marcados com fita dizendo "radioativo" e sacos de plástico de pó amarelo selados com a mesma fita. A Agência Internacional de Energia Atômica (IAEA) declarou: "Podemos confirmar que há bolo amarelo  armazenado em tambores em um local perto de Saba... que a Líbia declarou anteriormente à AIEA... A AIEA agendará provisoriamente atividades de salvaguardas neste local logo que a situação no país se estabilize."